# Lymantriades
Lymantriades is een geslacht van vlinders van de familie spinneruilen (Erebidae).

## Soorten
- L. mimetica Robinson, 1969
- L. obliqualinea Bethune-Baker, 1911
- L. ratovosoni Viette, 1967
- L. uniformis Moore, 1879
- L. unimacula Moore, 1879
- L. unipuncta Leech, 1899
- L. urocoma Strand, 1914
- L. usukia Matsumura, 1933
- L. utilis Swinhoe, 1903
- L. vagans Hering, 1926
- L. vanroesseli Hulstaert, 1924
- L. varia Walker, 1855
- L. varians Walker, 1855
- L. variegata Moore, 1879
- L. venosa Moore, 1879
- L. virginea Bethune-Baker, 1904
- L. virgo Swinhoe, 1903
- L. viridoculata Holloway, 1976
- L. wilemani Collenette, 1929
- L. xanthoceps Hampson, 1910
- L. xanthomelaena Holland, 1893

- L. xanthopoda Collenette, 1947
- L. xanthosoma Hampson, 1910
- L. xanthosticta Hampson, 1905
- L. xanthura Swinhoe, 1907
- L. xanthypopteros Wichgraf, 1921
- L. xutha Bethune-Baker, 1908
- L. xuthoaria Collenette, 1955
- L. xuthocloea Collenette, 1932
- L. xuthonepha Collenette, 1938
- L. xuthoptera Turner, 1920
- L. xuthosterna Turner, 1924
- L. yulei Bethune-Baker, 1904
- L. yunnana Collenette, 1939
- L. zorodes Collenette, 1955